# 坝底乡
坝底乡，是中华人民共和国四川省绵阳市北川羌族自治县下辖的一个乡镇级行政单位。2019年12月，撤销墩上乡，将其所属行政区域划归坝底乡管辖，坝底乡人民政府驻滨河北路2号。

## 行政区划
坝底乡下辖以下地区：
坝底社区、坝底村、三溪村、光荣村、水田村、小岭村、白沙村、马坪村、通坪村、民伍村、阳山村、船坪村、双河村、金龙村、青坪村和金盆村。